# Pentas cleistostoma
Pentas cleistostoma är en måreväxtart som beskrevs av Karl Moritz Schumann. Pentas cleistostoma ingår i släktet Pentas och familjen måreväxter. Inga underarter finns listade i Catalogue of Life.